# Orthocladius aprilinus
Orthocladius aprilinus är en tvåvingeart som först beskrevs av Maurice Emile Marie Goetghebuer 1931.  Orthocladius aprilinus ingår i släktet Orthocladius och familjen fjädermyggor.
Artens utbredningsområde är Belgien. Inga underarter finns listade i Catalogue of Life.